# Club de Golf del Uruguay

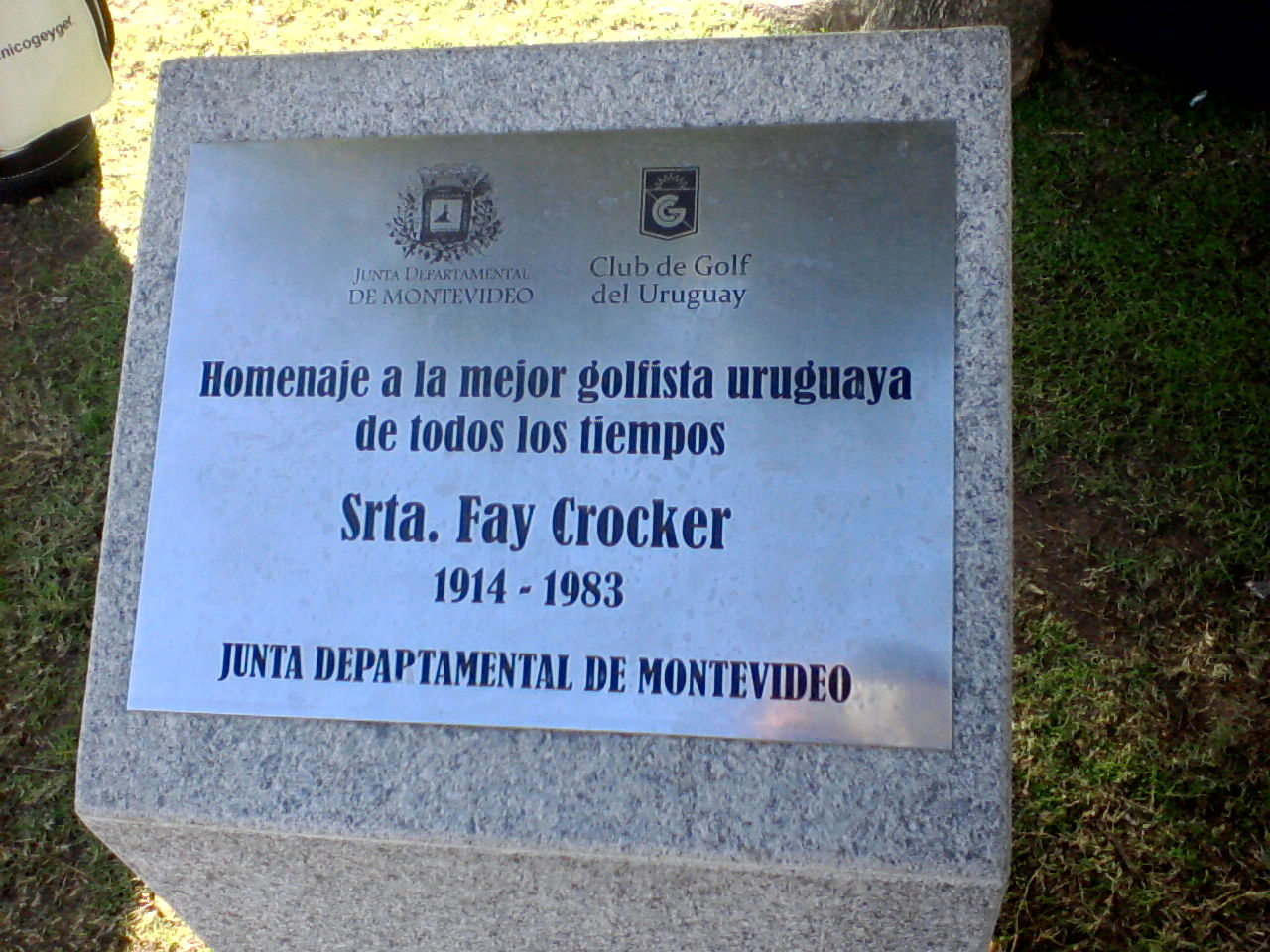
Placa en homenaje a Fay Crocker en el Club de Golf del Uruguay

El Club de Golf del Uruguay (CGU) es un club social y deportivo ubicado en Bulevar Artigas 379, en el barrio de Punta Carretas de Montevideo, Uruguay. La institución se fundó el 24 de mayo de 1922 con el nombre Uruguay Golf Club, y está afiliado a la Asociación Uruguaya de Golf (AUG). Cuenta con unos 3.700 socios.
El campo de golf del club está situado sobre la rambla que bordea la franja costera del Río de la Plata. Su diseñador fue Alister MacKenzie, y cuenta con 18 hoyos y 6.635 yardas total. El campo se denomina oficialmente Parque de las Instrucciones del Año XIII que consta de 39 hectáreas propiedad de la Intendencia Municipal de Montevideo en concesión al C.G.U. y está abierto al público los domingos de tarde, excepto en invierno y durante torneos internacionales. En 1975 se declaró Monumento Histórico de Uruguay.

Sede de Club de Golf del Uruguay en 1925

El campo del Club de Golf del Uruguay La cancha se inauguró el 25 de mayo de 1934 con la segunda edición del Abierto Ciudad de Montevideo. Fue sede de la Copa Los Andes entre otros campeonatos sudamericanos. En 2013 fue sede del Roberto de Vicenzo Invitational, un torneo profesional válido para el PGA Tour Latinoamérica.
La institución cuenta con una publicación propia llamada Golf Magazine, que se distribuye entre los socios del club, información abarca todas las actividades deportivas, sociales, culturales y empresariales.
Sus instalaciones incluyen gimnasio, piscinas, centro de eventos y restaurante.

## Rugby
El deporte del Rugby es dictado por Los Cuervos Rugby, quienes son independiente con un acuerdo con el CGU para ser prestado algunas instalaciones y profesores. El club tiene una sección de rugby representado por una comisión de cuatro personas. El equipo se denomina Los Cuervos Rugby, quien compite anualmente en el Campeonato Uruguayo de Rugby y del cual conquistó el título en el 1960. 